# Brugmansia arborea
Trompette du jugement, Trompette des anges
Espèce
Synonymes
- Brugmansia arborea (L.) Lagerh.[1]
- Brugmansia cornigera (Hook.) Lagerh.[1]
- Brugmansia knightii Merkus-Doornik[1]
- Datura arborea L.[1]
- Datura cornigera Hook.[1]
- Datura knightii (auct.) Voss[1]
- Datura speciosa Salisb.[1]
- Elisia formosissima Milano[1]
- Pseudodatura arborea Zijp[1]

Brugmansia arborea, la Trompette du jugement ou la Trompette des anges —entre autres noms communs— est une espèce de plantes arbustives du genre Brugmansia de la famille Solanaceae. Elle est native d'Amérique du Sud et a grandi de façon sylvestre en Amérique centrale également, mais se trouve naturalisée ou cultivée partout dans le monde. L'UICN l'a classé comme espèce éteinte à l'état sauvage.

## Description
C'est un arbuste perenne ou semi-perenne couvert d'un fin indument. Il peut atteindre 7 m de hauteur. Ses feuilles, alternes, sont ovales et présentent des limbes asymétriques à leur base. Ses fleurs, qui mesurent jusqu'à 17 cm, sont sub-coniques, ont des corolles de 3-5 lobules plus ou moins aigus, sont aromatiques et de couleur blanche à ivoire. Son fruit est une baie ovoïde de 6 x 4,5 cm,.

## Toxicité
Comme chez les espèces du genre Datura, tous les organes aériens des espèces de Brugmansia contiennent des substances dont la consommation peut provoquer des problèmes de santé humaine. Concrètement ils contiennent des tropanes dont, entre autres, la scopolamine et l'hyoscyamine. Leur ingestion, autant humaine qu'animale, peut être fatale avec des effets hallucinogènes très supérieurs à celui d'autres plantes hallucinogènes. Le simple contact avec les yeux peut produire une mydriase (dilatation des pupilles) ou un anisocorie (asymétrie dans la taille de la pupille),,.

## Culture et usages
On l'utilise comme plante ornementale mais elle est sensible au froid. Elle pousse très bien dans des climats tempérés, dans des emplacements couverts ; elle exige un sol riche, arrosé, frais et sec en hiver. Elle se multiplie par semis, bouturage et par dissémination des graines.

## Écologie
L'espèce Brugmansia arborea est considérée comme invasive en Nouvelle-Calédonie.

## Galerie

Brugmansia arborea
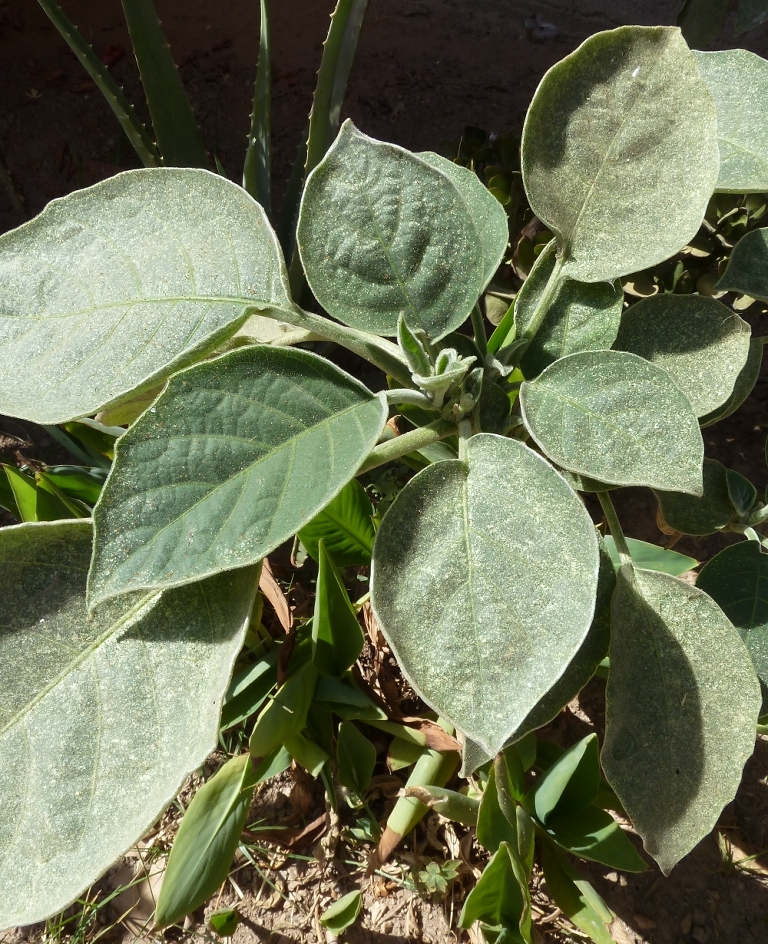
Feuilles de limbes asymétriques.
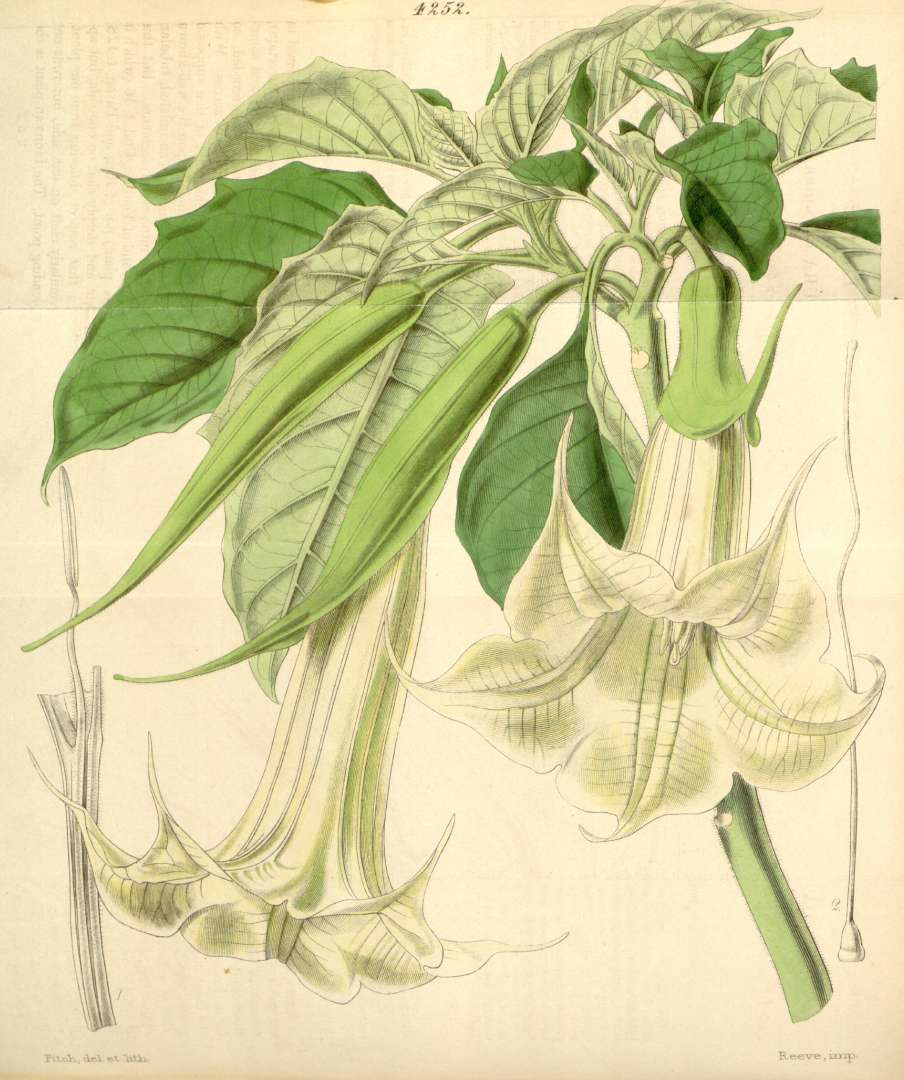
Illustration dans le Curtis's Botanical Magazine en 1846.